# ベルリン級補給艦
ベルリン級補給艦（ベルリンきゅうほきゅうかん　Berlin Klasse Einsatzgruppenversorger）は、ドイツ海軍が運用している補給艦の艦級。公称艦型は702型。

## 来歴
本級は、北大西洋条約機構（NATO）の域外に艦隊を派遣する際の後方支援を目的としている。
1990年代初頭の時点では4隻の建造が計画されていたが、予算上の問題から1994年には建造数は1隻に削減され、1996年10月に建造が認可された。また1996年度計画では2番艦の建造も復活し、これは1998年6月に認可された。ドイツ海軍としては残り2隻の建造計画復活を志向していたが、2001年に一旦は断念された。その後3番艦のみ復活し、2008年12月に発注された。

## 設計
船体は二重構造とされており、またバルバス・バウが導入されている。
洋上移送
艦中部に門型ポスト1基を備えて、スライディング・ステイに対応したドライカーゴ/液体貨物兼用の補給ステーションを両舷に1ヶ所ずつ設定している。またこのほか、貨物・コンテナ用として両舷に電気油圧式クレーンを備えるほか、給油は艦尾からも行うことができる。
VERTREP用として、シーキング/NH90ヘリコプター2機を収容できるハンガーを備えている。ヘリコプター甲板にはMBB社製HHS機体移送システムが設置されている。
物資格納
標準的な搭載内容は下記の通りである。このほかにコンテナ84個を搭載できる。
- ディーゼル油7,600トン（9,000 m3）
- 航空燃料490トン（600 m3）
- 真水1,100 m3
- ボイラー用水50 m3
- 潤滑油90 m3
- 弾薬195トン
- 糧食230トン
- 予備部品100トン

本級では病院船機能も備えられており、94床の病床が確保されている。またさらに、上記のコンテナ搭載スペースを用いて、必要に応じて可搬式作戦救急センター（MERZ）を搭載することで、機能を強化することもできる。これは陸上自衛隊の野外手術システムと同様のユニット化システムであり、ドルニエ社によって開発されたもので、20フィート型コンテナ26基で構成される。救急外科手術、集中治療、一般内科治療、歯科治療に対応でき、艦内病床に加えて、最大50名の患者を収容できる。
なお、自衛防空用としてFIM-92 スティンガー携帯式防空ミサイルシステムの射撃位置を設定する計画もあったが、2021年現在実現していない。

## 同型艦
| #     | 艦名                                           | 起工       | 進水           | 就役           |
| ----- | ---------------------------------------------- | ---------- | -------------- | -------------- |
| A1411 | ベルリン Berlin                                | 1999年 1月 | 1999年 4月30日 | 2001年 4月11日 |
| A1412 | フランクフルト・アム・マイン Frankfurt am Main | 2000年 8月 | 2001年 1月5日  | 2002年 5月27日 |
| A1413 | ボン Bonn                                      | 2010年 9月 | 2011年 4月11日 | 2013年 9月13日 |